# Sparasion subleve
Sparasion subleve är en stekelart som beskrevs av Jean-Jacques Kieffer 1906. Sparasion subleve ingår i släktet Sparasion och familjen Scelionidae. Inga underarter finns listade i Catalogue of Life.